# Alonina
Alonina is een geslacht van vlinders uit de familie wespvlinders (Sesiidae), onderfamilie Sesiinae.
Alonina is voor het eerst wetenschappelijk beschreven door Walker in 1856. De typesoort is Alonina rygchiiformis.

## Soorten
Alonina omvat de volgende soorten:
- Alonina difformis Hampson, 1919
- Alonina longipes (Holland, 1893)
- Alonina rygchiiformis Walker, 1856